# جانوران در ورزش

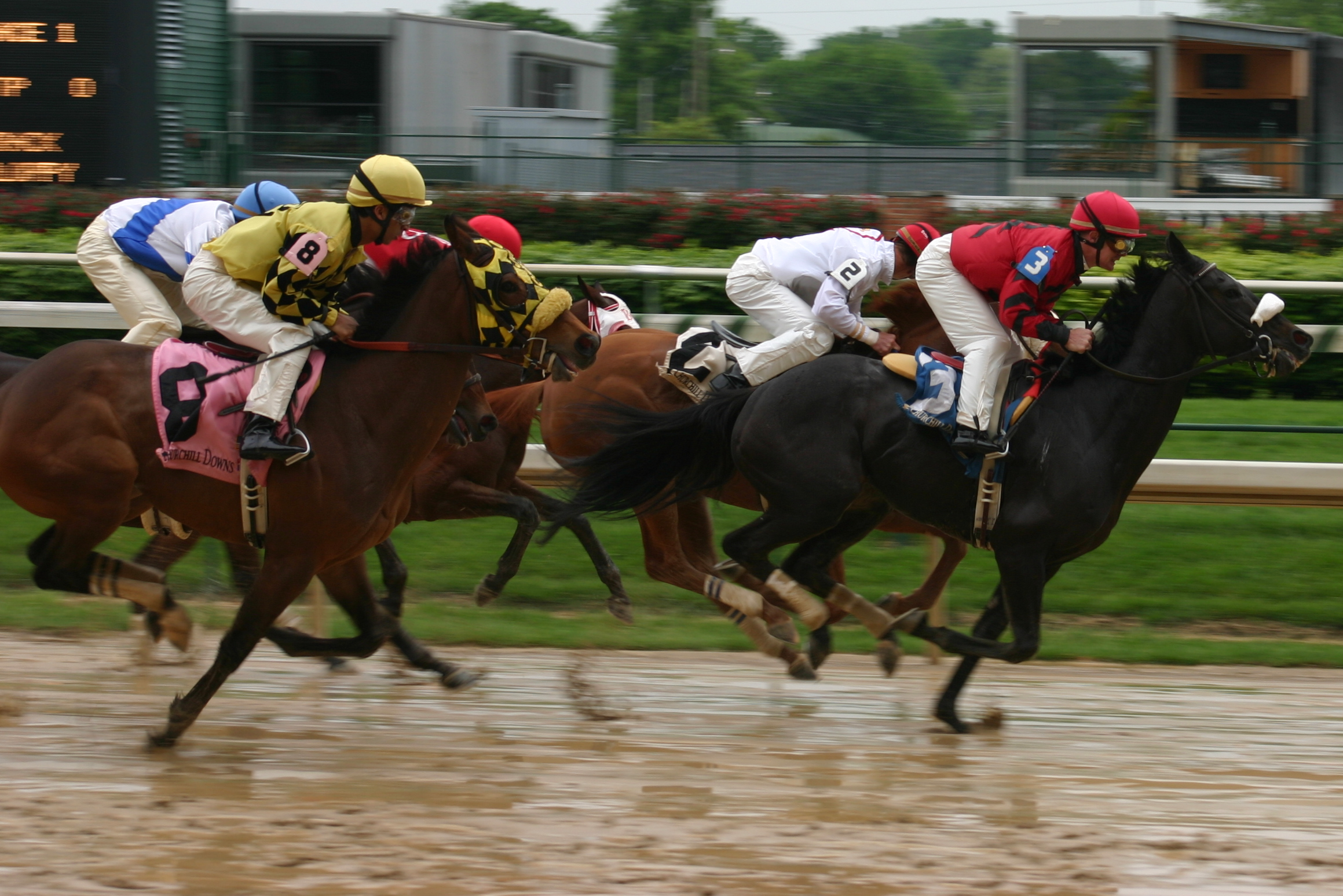
مسابقات سوارکاری یکی از ورزشهایی است که از حیوانات استفاده می‌شود.

جانوران در ورزش جانوران خاصی از نوع حیوانات کار هستند. اسب و سگ دو حیوانی هستند که معمولاً در ورزش استفاده می‌شوند.